# Бердянська міська територіальна громада
Бердянська міська громада — територіальна громада в Україні, на територіях Бердянського району Запорізької області. Адміністративний центр — місто Бердянськ.
Площа громади — 253,45 км², населення — 115 414 мешканців (2020).
Утворена 28 листопада 2018 року шляхом приєднання Азовської сільської ради Бердянського району та Нововасилівської сільської ради Бердянської міськради до Бердянської міської ради обласного значення.
Відповідно до Закону України «Про внесення змін до Закону України „Про добровільне об'єднання територіальних громад“ щодо добровільного приєднання територіальних громад сіл, селищ до територіальних громад міст республіканського Автономної Республіки Крим, обласного значення» громади, утворені внаслідок приєднання суміжних громад до міст обласного значення, визнаються спроможними і не потребують проведення виборів.

## Населені пункти
До складу громади входять 1 місто (Бердянськ), 1 селище (Шовкове) і 3 села: Азовське, Нововасилівка та Роза.